# Kleptomanija
Kleptomanija (grč. ϰλέπτεıν: krasti + -manija) je poremećaj kontrole nagona. Kleptomani su nesposobni suzdržati se od poriva za krađom. Prilikom krađe raste osjećaj napetosti, a nakon obavljenog djela bez posljedica dolazi do osjećaja zadovoljstva. Sam čin povezan je sa seksualnim uzbuđenjem, a kleptomani su ovisnici o adrenalinu.

## Uzroci
Poremećaj obično počinje tijekom puberteta i traje do kasne adolescencije, a u nekim slučajevima i cijeli život. Češća je u žena nego u muškaraca. Uzroci poremećaja obično su neodgovarajući obiteljski odnosi, nisko samopoštovanje i seksualno nezadovoljstvo. Psiholozi smatraju da je kleptomanija dio opsesivno-kompulzivnog poremećaja (40-60% slučajeva), poremećaja raspoloženja ili vrsta ovisnosti. Povezana je s paranoidnim i shizoidnim ponašanjem ili graničnim poremećajem ličnosti. Može se javiti kod ozljeda mozga ili trovanja ugljikovim monoksidom. Dijagnoza poremećaja po američkoj je klasifikaciji šifri (ICD-10) F63.2.
Poriv se javlja naglo i nakon krađe praćen je proturječnim osjećajima zadovoljstva i krivice te želje da se ukradeno vrati. Kleptomanija se razlikuje od krađe zato što osoba koja krade ne radi to iz koristoljublja i što je riječ o robi male novčane vrijednosti koja kleptomanu često ne treba. Za razliku od profesionalnih kradljivaca, kleptomani uvijek djeluju samostalno, bez predumišljaja u samoposlugama, salonima i sl. Od ukupnog broja kradljivaca samo su 5% kleptomani.

## Liječenje
Liječenje se provodi psihoterapijom za kontrolu nagona. Provodi se kognitivno-bihevioralna terapija u smislu učenja novih modela ponašanja. Od lijekova se primjenjuju stabilizatori raspoloženja, inhibitori serotonina i antagonisti opioida. Specifičan je lijek za kleptomaniju naltrexon. U slučajevima depresije prepisuju se antidepresivi. Vrlo je važna obiteljska terapija, a u novije se vrijeme organiziraju i grupne terapije po uzoru na anonimne alkoholičare.

## Vanjske poveznice
- Medikus.hr
- WHO  Arhivirana inačica izvorne stranice od 12. ožujka 2011. (Wayback Machine)